# Majmakan
Il Majmakan (in russo  Маймакан?) è un fiume dell'Estremo oriente russo che scorre nell'Ajano-Majskij rajon del Territorio di Chabarovsk).
Il fiume è un affluente di sinistra della Maja e subaffluente dell'Aldan (bacino della Lena). Nasce nella sezione meridionale dei monti Džugdžur; scorre in un ambiente montano, dapprima con direzione nord-orientale, successivamente settentrionale, senza incontrare centri urbani di qualche rilievo. La lunghezza del fiume è di 421 km, l'area del bacino è di 18 900 km².
I maggiori affluenti del fiume sono: Čumikan, da sinistra, lungo 134 km, e il Magej, da destra, lungo 162 km. Ci sono circa 500 laghi nel bacino.Il Majmakan è interessato dal congelamento delle acque da ottobre a maggio.

## Fauna
Il fiume è popolato da: taimen, luccio, pesce persico e Brachymystax lenox.